# Ehden
Ehden (in arabo اٍهدن‎?) è una città del Libano, compresa nel Distretto di Zgharta. Si trova a 1500 metri sul livello del mare e a 25 km da Zgharta, 110 km da Beirut (capitale del paese) e 30 km da Tripoli del Libano.
È una città di montagna situata nel cuore delle montagne del nord del Libano e sulle pendici sud-occidentale del Monte Makmal e Kornet el Sawda, la vetta più alta del Libano. I suoi abitanti sono soprattutto residenti e provenienti da Zgharta, capoluogo dell'omonimo distretto, in quanto centro per le vacanze estive.

## Etimologia
Ehden deriva dall'aramaico e significa la base e il pendio della montagna. La posizione di Ehden alla base del monte Mar Sarkis supporta questa spiegazione. Questo punto di vista è supportato anche da Anis Frayha che scrive:
Il nome di Ehden deriva da Adon, Adonis significante potenza, stabilità e tranquillità. Questo è sostenuto anche dalla radice della parola Araba Hdn che significa fermezza, calma e fertilità. “Adon” significa anche “la base e la montagna” tradotta “la cima della montagna e la sua base”
Il Patriarca Estephan El Douaihy, insieme a Padre Martens il Gesuita, propendono per la conclusione che il nome Ehden deriva da Eden dove Adamo ed Eva hanno vissuto dopo la loro uscita dal paradiso. Douaihy ha lasciato un libretto in latino contenente il suo punto di vista. Esso è conservato nella Biblioteca Vaticana. Orientalisti come Hawiet, Rose Goaler e Orkwart supportano il punto di vista di Douaihy e Martens. Questo è però contestato da Ernest Renan nel suo libro mission en Phenicie e da Padre Henri Lammens.